# Metropolia buriacka
Metropolia buriacka – jedna z metropolii Rosyjskiego Kościoła Prawosławnego, z siedzibą w Ułan Ude.
Utworzona 5 maja 2015 postanowieniem Świętego Synodu. Obejmuje terytorium Buriacji.
W skład metropolii wchodzą dwie eparchie: ułan-udeńska i siewierobajkalska.
Zwierzchnikiem administratury jest metropolita ułan-udeński i buriacki Józef (Bałabanow).